# Морисон (Мисури)
Морисон (енгл. Morrison) град је у америчкој савезној држави Мисури.

## Демографија
По попису из 2010. године број становника је 139, што је 16 (13,0%) становника више него 2000. године.
| Група             | 2000.       | 2010.       |
| Белци             | 119 (96,7%) | 137 (98,6%) |
| Афроамериканци    | 0 (0,0%)    | 0 (0,0%)    |
| Азијати           | 0 (0,0%)    | 0 (0,0%)    |
| Хиспаноамериканци | 3 (2,4%)    | 2 (1,4%)    |
| Укупно            | 123         | 139         |